# 上海图书馆东馆
31°13′21″N 121°32′34″E / 31.22242°N 121.54281°E
上海图书馆东馆，是上海市的一個图书馆，以上海图书馆冠名，由上海图书馆、上海通志馆、上海社会科学界联合会联合立项，位于浦东新区人民政府大楼的东面，即迎春路以东、合欢路以西、锦绣路以北的地块內，是中国国内单体建筑面积最大的图书馆。
上图东馆新增座席数4000个，藏书480万册，年接待人次预计可达400万。有关部门对其的定位是：建设成为“世界一流的全媒体时代的复合型图书馆”和“国内唯一集图书馆文献信息资源、科技创新研发资源、社科智库研究资源、上海地情研究资源为一体的上海科学文化中心”。

## 规划设计

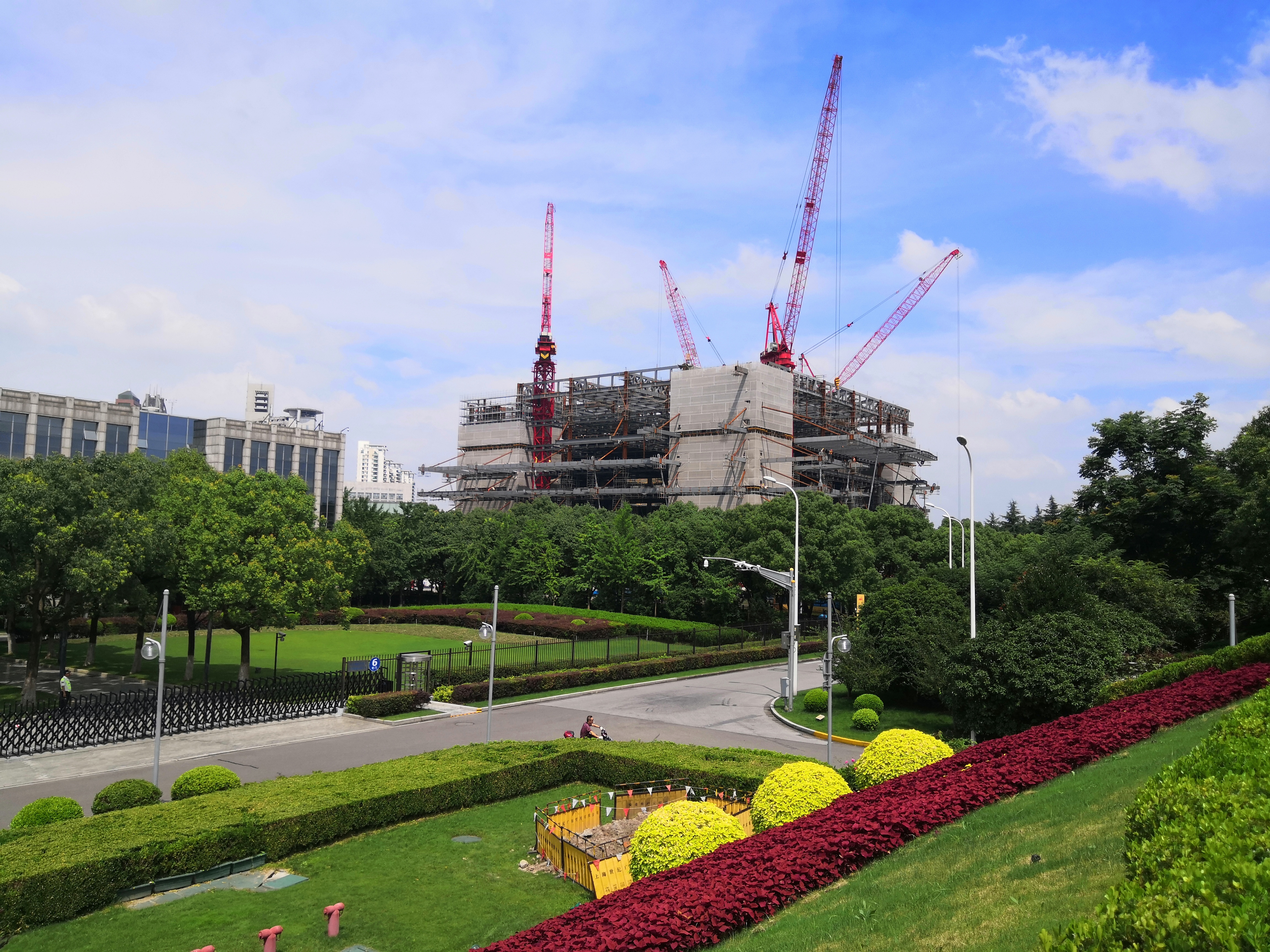
在建的上海图书馆东馆（2019年7月），位于浦东新区人民政府东面，由上海科技馆站看去

2016年2月，作为浦东“3+3”文化项目的一部分，上海市发改委正式批准新建上海图书馆东馆项目，地处花木地区，规划总建筑面积约110 000平方米。这一分馆计划2020年前建成。
为征集“建筑理念要保证20年不落伍”的设计方案，上海市人民政府举办了“2016上海市重大文化设施国际青年建筑师设计竞赛”，最终由丹麦SHL建筑师事务所等联合设计的方案中标：在该方案中，上海图书馆东馆的外表像倒三角，俯览世纪公园。

## 歷史
2022年8月16日起，上图东馆重启公测。9月28日，上图东馆開館。
2022年11月，上海图书馆和东航客舱部签约共建以来，首个合作项目為將每月的第二周周六定为上图•东航“凌燕”志愿服务日，由东航客舱青年参与上图东馆的导览、讲解等服务。2023年2月11日，上图·东航“凌燕”志愿日正式开启。

## 交通
- 上海轨道交通2号线上海科技馆站
- 上海轨道交通18号线迎春路站